# Oscar Tarrío
Oscar Tarrío (Buenos Aires, 14 aprile 1909 – Portogallo, 23 novembre 1973) è stato un calciatore argentino, di ruolo difensore.

## Caratteristiche tecniche
Giocava come difensore destro e sinistro.

## Palmarès

### Club

#### Competizioni nazionali
- Primera División (AAAF): 1

San Lorenzo: 1927
- Asociación Rosarina de Fútbol (ARF) 2

Newell's Old Boys: 1933, 1934

#### Competizioni internazionali
- Copa Ricardo Aldao: 1

San Lorenzo: 1927

### Nazionale
- Campeonato Sudamericano de Football: 2

Argentina 1929, Argentina 1937